# Szvjatoszlav Vlagyimirovics Loginov
 Szvjatoszlav Vlagyimirovics Loginov   (oroszul: Святослав Владимирович Логинов) orosz sci-fi- és fantasyszerző.

## Élete
Szvjatoszláv Loginov 1951. október 9-én született Vorosilovban. A  Leningrádi Állami Egyetem kémiatanszékén szerezte diplomáját. Ezek után kutatóként, kémiatanárként, de rakodómunkásként is dolgozott. Első műve a По грибы, a Уральский следопыт újságban jelent meg 1975-ben. 1981-óta rendszeresen publikál. Saját bevallása szerint Loginov egy harcos ateista. Minden művében támadja az egyházat vagy Isten fogalmát.

## Munkássága
Regényei:
- Атака извне (2005)
- Дорогой широкой (2005)
- Земные пути (1999)
- Имперские ведьмы (2004)
- Картёжник (2000)
- Колодезь (1997)
- Многорукий бог далайна (1994)
- Россия за облаком (2007)
- Свет в окошке (2003)
- Чёрная кровь (1996)
- Чёрный смерч (1999)

## Díjai
- Aelita-díj 2008
- Interpresscon-díj 1995, 1998, 1999, 2006

## Fordítás
- Ez a szócikk részben vagy egészben  a(z)   Логинов, Святослав Владимирович című orosz Wikipédia-szócikk fordításán alapul.  Az eredeti cikk szerkesztőit annak laptörténete sorolja fel. Ez a jelzés csupán a megfogalmazás eredetét és a szerzői jogokat jelzi, nem szolgál a cikkben szereplő információk forrásmegjelöléseként.